# Vang Šjuting
Vang Šjuting (kitajsko: 王 秀婷; pinjin: Wáng Xiùtíng), kitajska atletinja, * 11. maj 1965, Šandong, Ljudska republika Kitajska.
Nastopila je na poletnih olimpijskih igrah v letih 1988 in 1992, dosegla je šesto in sedmo mesto v teku na 10000 m. Na svetovnih prvenstvih je osvojila srebrno medaljo v isti disciplini leta 1991.